# Armadillidium samothracium
Armadillidium samothracium är en kräftdjursart som beskrevs av Hans Strouhal 1937. Armadillidium samothracium ingår i släktet Armadillidium och familjen klotgråsuggor. Inga underarter finns listade i Catalogue of Life.